# 飛馬 (間諜軟件)
飞马（英語：Pegasus）是一個是由以色列公司NSO集团开发的间谍软件，可以隐蔽地安装在某些版本的iOS和Android的手机以及其他设备上。该间谍软件是一种特洛伊木马。飞马通常能够读取短信、跟踪通话、收集密码、追踪位置，访问目标设备的麦克风和摄像头，并从应用程序中获取信息，其功能可能会因软件更新而异。该间谍软件以珀伽索斯（希腊神话中的飞马）命名。截至2023年3月，飞马的运营者能够利用零点击漏洞在16.0.3版本的iOS上远程安装该间谍软件。
尽管NSO集团将飞马宣传为打击犯罪和恐怖主义的产品，但世界各国政府经常使用该间谍软件来监视记者、律师、政治异见人士和人权活动家。飞马向外国政府的许可出售必须得到以色列国防部的批准。
网络监督机构公民实验室和Lookout Security在2016年8月发布了第一份关于飞马的公开技术分析报告，他们在一次针对人权活动家的iPhone的失败间谍活动中捕获了该间谍软件。2020年8月23日，根据以色列国土报报道，NSO集团以数亿美元的价格向阿拉伯联合酋长国和其他波斯灣阿拉伯國家出售過飛馬。此外法國總統埃馬紐埃爾·馬克龍、西班牙首相、西班牙國防大臣、賈邁勒·卡舒吉遺屬等人都成為飛馬軟件監控目標。
随后国际特赦组织、公民实验室和其他机构对飞马的调查引起了媒体的广泛关注，包括2021年7月发布的飞马计划调查，该调查的重点是一份泄露的5万个电话号码的名单，据报道这些号码被飞马的客户选为攻击目标。

## 背景
NSO集团在2011年开发了第一代飞马间谍软件。 该公司声称，它为“授权政府提供帮助他们打击恐怖主义和犯罪的技术”。 NSO集团公布了部分合同内容，要求客户仅将产品用于刑事和国家安全调查，并表示该公司在人权方面采取了行业领先的做法。

### 发现
飞马的iOS漏洞利用是在2016年8月被发现的。阿联酋人权捍卫者艾哈迈德·曼苏尔收到一条短信，声称通过点击链接，就可以获得有关阿联酋监狱中发生的酷刑的“秘密”。曼苏尔将链接发送给了多伦多大学的公民实验室，该实验室在Lookout的合作下进行了调查，发现如果曼苏尔点击了链接，就会导致他的手机被越狱，并在其中植入间谍软件，这是一种社会工程学攻击的形式。
公民实验室和Lookout发现，该链接下载的软件利用了iOS中三个以前未知且未修补的零日漏洞。 根据他们的分析，当打开恶意URL时，该软件可以越狱iPhone。该软件会自行安装，并收集目标iPhone的所有通信和位置信息。该软件还可以收集Wi-Fi密码。 研究人员注意到，该软件的代码在泄露的营销材料中引用了NSO集团的一款名为“飞马”的产品。 飞马此前曾在Hacking Team泄露的记录中曝光，该记录表明该软件已于2015年提供给巴拿马政府。 公民实验室和Lookout通知了苹果的安全团队，该团队在十天内修复了这些漏洞，并发布了iOS更新。 六天后发布了macOS的补丁。
关于这个问题的普遍程度，Lookout在一篇博客文章中解释道：“根据代码中的一些指标，我们认为这款间谍软件已经在野外存在了相当长一段时间”，并指出代码显示了“内核映射表的值一直追溯到iOS 7”（2013年发布）。 《纽约时报》和《以色列时报》都报道称，阿拉伯联合酋长国似乎早在2013年就开始使用这款间谍软件。 它在巴拿马被前总统里卡多·马蒂内利从2012年到2014年使用，他为此设立了Consejo de Seguridad Pública y Defensa Nacional（国家安全委员会）。

### 年表
2018年悬而未决的几起诉讼称，NSO集团帮助客户操作该软件，因此参与了其客户发起的 numerous violations of human rights。 在《华盛顿邮报》记者贾迈勒·卡舒吉在土耳其伊斯坦布尔的沙特阿拉伯领事馆被谋杀和肢解两个月后，沙特异见人士奥马尔·阿卜杜勒阿齐兹（加拿大居民）在以色列对NSO集团提起诉讼，指控该公司向沙特政府提供监控软件，以监视他及其朋友，包括卡舒吉。
2020年12月，半岛电视台的一档调查节目《冰山一角》报道了飞马及其对媒体专业人士和活动人士手机的渗透，以及以色列利用其窃听对手和盟友的行为。
2024年2月，美国一家法院下令NSO集团将飞马的代码移交给WhatsApp，作为Meta Platforms旗下这款通信应用程序正在进行的一项诉讼的一部分，该诉讼与飞马涉嫌被用于攻击WhatsApp用户有关。

## 技术细节
该间谍软件可以安装在运行某些版本iOS（苹果移动操作系统）的设备以及一些Android设备上。 飞马不是一个特定的漏洞利用程序，而是一套利用系统中许多漏洞的漏洞利用程序。感染途径包括点击链接、照片应用程序、苹果音乐应用程序和iMessage。飞马使用的一些漏洞利用程序是零点击的，也就是说，它们可以在受害者没有任何交互的情况下运行。据报道，飞马一旦安装，就可以运行任意代码，提取联系人、通话记录、消息、照片、网页浏览历史记录、设置， 以及从应用程序中收集信息，包括但不限于通信应用程序iMessage、Gmail、Viber、Facebook、WhatsApp、Telegram和Skype。
2017年4月，在Lookout发布报告后，谷歌研究人员发现Android恶意软件“据信是由NSO集团技术公司创建的”，并将其命名为克律萨俄耳（希腊神话中珀伽索斯的兄弟）。根据谷歌的说法，“Chrysaor被认为与飞马间谍软件有关”。 在卡巴斯基实验室2017年举行的安全分析师峰会上，研究人员透露，飞马除了iOS之外，还可以用于Android。其功能与iOS版本类似，但攻击方式不同。Android版本试图获得root权限（类似于iOS中的越狱）；如果失败，它会要求用户授予权限，使其能够至少收集一些数据。当时谷歌表示，只有少数Android设备被感染。
飞马会尽可能地隐藏自己，如果无法与其命令和控制服务器通信超过60天，或者如果在错误的设备上，它会自毁，试图消除证据。飞马也可以根据命令自毁。 如果无法通过更简单的方法入侵目标设备，则可以通过在目标设备附近设置无线收发器或获得对该设备的物理访问权限来安装飞马。

### 功能迭代
最早版本的飞马（2016年被发现）依赖于鱼叉式网络钓鱼攻击，该攻击需要目标点击短信或电子邮件中的恶意链接。
截至2016年8月，据NSO集团的一名前雇员称，美国版的飞马对除旧款黑莓手机以外的所有手机都有能力 1 次点击入侵，而旧款黑莓手机可以通过零点击攻击入侵。
2019年，WhatsApp透露，飞马利用其应用程序中的一个漏洞发起了零点击攻击（通过呼叫目标电话，间谍软件将被安装到目标的手机上；即使未接听电话，间谍软件也会被安装）。
自2019年以来，飞马开始依赖iPhone iMessage漏洞来部署间谍软件。
到2020年，飞马转向零点击漏洞和基于网络的攻击。这些方法使得飞马使用者在不需要用户交互的情况下入侵目标手机。
苹果公司在对美国网络安全初创公司Corellium的诉讼中声称，该公司将其虚拟化技术出售给了NSO集团和其他类似的“恶意行为者”，并积极鼓励他们寻找零日漏洞。

### 漏洞
Lookout提供了三个iOS漏洞的详细信息：
- CVE-2016-4655：内核信息泄露——内核基址映射漏洞，会向攻击者泄露信息，使其能够计算出内核在内存中的位置。
- CVE-2016-4656：内核内存损坏导致越狱——32位和64位iOS内核级漏洞，允许攻击者秘密越狱设备并安装监控软件——详细信息见参考文献。[49]
- CVE-2016-4657：WebKit中的内存损坏——Safari WebKit中的一个漏洞，允许攻击者在用户点击链接时入侵设备。

谷歌的Project Zero在2021年12月记录了另一个漏洞利用程序，称为FORCEDENTRY。根据谷歌研究人员的说法，飞马向其目标发送了一条包含伪装为GIF图像的iMessage消息，但实际上包含JBIG2图像。Xpdf实现的JBIG2中的一个漏洞（在苹果的iOS手机操作系统中被重复使用）允许飞马在JBIG2流中构建一个模拟的计算机体系结构，然后用于实现零点击攻击。苹果在2021年9月的iOS 14.8中修复了该漏洞，编号为CVE-2021-30860。
截至2021年7月，飞马可能利用了许多漏洞，其中一些未在上述CVE中列出。

### 飞马匿名传输网络
人权组织国际特赦组织在2021年调查中报告称，飞马采用了一种复杂的命令和控制（C&C）基础设施来传递漏洞利用载荷并向飞马目标发送命令。已知至少有四种C&C基础设施迭代，被NSO集团称为“飞马匿名传输网络”（英語：Pegasus Anonymizing Transmission Network，PATN），每种迭代都包含多达500个域名、DNS服务器和其他网络基础设施。据报道，PATN利用了各种技术，例如为其在线基础设施注册高端口号，以避免传统的互联网扫描。PATN还为每次漏洞利用尝试使用多达三个随机的子域名以及随机的URL路径。

### 检测
国际特赦组织发布了一个名为“移动验证工具包（英語：Mobile Verification Toolkit）”的开源工具程序，旨在检测飞马的痕迹。该软件在个人计算机上运行，并分析数据，包括从iPhone或Android手机导出的备份文件。
由于其安装的隐蔽性，飞马以前只能通过数字取证来检测。2024年1月16日，卡巴斯基实验室在一份新闻稿中宣布了一种检测iOS设备间谍软件的新方法，该方法涉及检查shutdown.log文件（记录重启事件的文件）以查找入侵指标。卡巴斯基开发了一种工具，可以提取、分析和解析shutdown.log文件，以简化定位恶意签名的过程。只有在设备在感染飞马的同一天重启时，此方法才奏效。

## 各国（地区）情况
尽管飛馬声称旨在用于打击犯罪分子和恐怖分子，但它也被威权主义和民主政府用来监视批评者和反对者。一位联合国言论自由问题特别报告员发现，滥用政府使用该间谍软件可能“为法外处决、即审即决或任意处决，以及杀害或使人员失踪提供便利”。

### 亚美尼亚
大约20名亚美尼亚公民通过飛馬间谍软件遭到监视。媒体专家Arthur Papyan表示，其目标是反对派和政府的关键人物——现任和前任政府雇员，他们掌握着宝贵的国家机密并具有政治影响力，包括国家安全局前局长和现任中右翼祖国党主席。当地专家怀疑，他们的目标是亚美尼亚政府或阿塞拜疆政府，或者两者兼而有之。Papyan表示，NSO集团似乎正在对手机进行越狱，并提供查看获取数据的界面。高科技产业部长瓦格恩·哈恰图良也收到了苹果公司的警告信，他否认了间谍方可能是亚美尼亚现任政府的说法。

### 阿塞拜疆
截至2023年3月，被监视公民名单中包括数十名来自阿塞拜疆的记者和活动人士。据称，他们的手机遭到窃听。 自由电台/自由欧洲电台（阿塞拜疆语）阿塞拜疆语部门负责人Jamie Fly在得知其五名现任和前任员工的手机被飛馬窃听后表示愤怒。

### 巴林
公民实验室透露，巴林政府使用NSO集团的飛馬入侵了活动人士、博主、Waad（一个世俗的巴林政治协会）成员、Al Wefaq（一个什叶派巴林政治协会）成员以及巴林人权中心成员。据报道，巴林在2017年获得了间谍软件的访问权限。根据该报告，共有9名人权活动人士的手机在2020年6月至2021年2月期间被“成功入侵”。被入侵者包括Waad的三名成员、BCHR的三名成员、Al Wefaq的一名成员以及居住在伦敦的两名流亡异见人士。公民实验室“非常确信”，巴林政府使用了一个名为LULU的飛馬运营商入侵了至少四名活动人士的手机。
2022年1月，巴林被指控使用飛馬间谍软件入侵了一名人权捍卫者Ebtisam al-Saegh。这位著名活动人士的手机在2019年8月至11月期间至少被入侵了8次。根据公民实验室的说法，在入侵事件发生后，al-Saegh遭到了巴林当局的骚扰。这包括被传唤到警察局、审讯、强奸威胁以及身体和性侵犯。这次袭击使这位人权捍卫者处于“每日恐惧和恐怖”之中。
2022年2月，公民实验室和国际特赦组织的一项调查显示，飛馬间谍软件被用于感染巴林一名律师、一名网络记者和一名心理健康顾问的设备。这三名活动人士都对巴林当局持批评态度，并在2021年6月至9月期间成为飛馬的目标。其中一名活动人士身份不明，另外两名是Mohammed al-Tajer和Sharifa Swar（心理健康顾问）。
2022年12月，流亡的巴林活动人士Yusuf al-Jamri对巴林政府和NSO集团提起诉讼，声称他的手机在2019年8月遭到飛馬间谍软件的入侵。公民实验室的研究人员证实了这次入侵事件，他们声称攻击al-Jamri的服务器与巴林有关。 Yusuf al-Jamri在多次被拘留、审讯、酷刑、性侵犯和强奸威胁后，于2017年与家人逃往英国。专家称，他在发布关于Moosa Mohammed（抗议巴林处决并爬上该国驻伦敦大使馆屋顶的巴林活动人士）的推文几天后遭到入侵。

### 吉布提
2018年，美国中央情报局为吉布提政府购买了飛馬，用于开展反恐行动（尽管吉布提的人权记录不佳）。

### 多米尼加共和国
2023年，国际特赦组织和公民实验室的一项调查发现，以调查该国腐败案件而闻名的多米尼加共和国记者Nuria Piera在2020年至2021年期间至少三次遭到不明身份者使用飛馬间谍软件的攻击。

### 埃及
埃及总理穆斯塔法·马德布利被飛馬列为潜在目标——显然是沙特阿拉伯所为。

### 萨尔瓦多
2022年1月，萨尔瓦多著名新闻媒体El Faro透露，其大多数员工的手机都遭到飛馬的入侵。公民实验室和Access Now的一项调查发现了这次攻击事件；调查显示，另外13家萨尔瓦多新闻机构的记者也成为了攻击目标。2020年7月至2021年11月期间，飛馬被部署在El Faro的22名员工的手机上，其中包括记者、编辑和其他工作人员。在攻击发生时，El Faro正在调查政府腐败丑闻以及政府与该国黑帮的秘密交易。萨尔瓦多政府否认对这起间谍事件负责，NSO集团也拒绝透露萨尔瓦多政府是否是其客户。

### 爱沙尼亚
爱沙尼亚在2018年开始就购买飛馬进行谈判，并为该工具支付了3000万美元的定金。爱沙尼亚希望使用该工具对付俄罗斯手机（可能是为了收集情报）。以色列最初批准向爱沙尼亚出口飛馬，但在一名俄罗斯高级国防官员与以色列国防机构接触并透露俄罗斯已经了解到爱沙尼亚获得飛馬的意图后，以色列决定禁止爱沙尼亚对任何俄罗斯电话号码使用飛馬（在以色列官员之间进行了激烈的辩论之后），以避免损害以色列与俄罗斯的关系。
爱沙尼亚在2019年获得了飛馬间谍软件的访问权限。公民实验室发现，爱沙尼亚已经在其境外部署了飛馬，针对“许多”欧盟国家的目标。

### 芬兰
2022年1月，芬兰外交部报告称，几部芬兰外交官的手机感染了飛馬间谍软件。 芬兰安全情报局（Supo）局长Antti Pelttari表示，此次感染事件很可能是由外国政府发起的。

### 法国
2021年7月，《世界报》报道称，法国总统埃马纽埃尔·马克龙和14名法国部长被摩洛哥列为飛馬间谍活动的潜在目标；摩洛哥当局否认使用飛馬，并称该指控“毫无根据且虚假”，而一个由记者和国际特赦组织组成的联盟已经证明，存在“证明监听的技术因素”。

### 德国
德国联邦刑事警察局（BKA）正在使用飛馬。BKA在2019年“极其秘密地”获得了飛馬，尽管其法律顾问对此表示犹豫。BKA使用飛馬一事后来被德国媒体曝光。 来自德国安全部门的消息人士告诉记者，德国版本的飛馬间谍软件内置了安全措施，以防止滥用并遵守欧盟隐私法，但是，官员们尚未公开证实或详细说明这一点。
2023年2月，独立俄罗斯记者、普京批评者Galina Timchenko在柏林时，她的iPhone感染了飛馬。

### 匈牙利
维克托·欧尔班政府授权匈牙利情报和执法部门使用飛馬来对付政府的政治对手。 欧尔班政府被指控利用它来监视媒体成员以及匈牙利反对派。 根据2021年7月公布的调查结果，匈牙利政府似乎利用飛馬对记者和媒体集团的管理人员进行了监视。 一份泄露的飛馬潜在监视目标名单中包括至少10名律师、至少5名记者和一名反对派政治家的电话号码。
2021年11月，议会国防和执法委员会主席Lajos Kósa是第一位承认该国内政部购买并使用了飛馬的匈牙利高级官员。 Kósa承认匈牙利确实购买并使用了飛馬，他表示：“我认为这没有什么不妥之处……大型科技公司对公民的监控比匈牙利政府要广泛得多。”

### 印度
2019年末，Facebook 对NSO提起诉讼，声称飛馬被用于拦截印度多名活动人士、记者和官员的WhatsApp通信，导致印度政府被指控参与其中。 包括人权活动人士、学者和记者在内的17人向一家印度出版物证实，他们是攻击目标。
2021年，飛馬项目在一个NSO黑客攻击目标数据库中发现了据称属于印度部长、反对派领导人、前选举委员会委员和记者的电话号码。 在飛馬监视电话号码列表中发现了Koregaon Bhima活动人士的电话号码，这些活动人士的电脑曾被黑客入侵并植入了危险数据。
对数据中出现的10部印度手机进行的独立数字取证分析显示，这些手机存在飛馬攻击未遂或成功的迹象。取证分析的结果显示，电话号码被输入列表的时间和日期与监视开始的时间之间存在顺序上的关联。两者之间的时间差通常在几分钟到几个小时之间。
在一个数据库中还发现了与印度最高法院一名女性雇员及其直系亲属有关的11个电话号码，这名雇员曾指控前印度首席大法官兰詹·戈戈伊性骚扰，这表明他们的手机可能遭到窃听。
记录还显示，卡纳塔克邦一些关键政治人物的电话号码似乎是在2019年印度人民党与人民党（世俗派）-国大党领导的邦政府之间发生激烈权力斗争前后被选定的。
2023年10月，苹果警告印度记者和反对派政治家，他们可能成为利用飛馬间谍软件发起的国家支持的攻击的目标。《华盛顿邮报》的一项调查发现，印度政府官员向苹果施压，要求其撤回警告。苹果转而发送电子邮件，称警告可能是误报，并要求媒体在报道中提及这一点，而政府官员则告诉媒体，这可能是“算法故障”。商业部长皮尤什·戈亚尔表示，这些警告是苹果的“恶作剧”。政府顾问桑吉夫·桑亚尔声称，这些警告是一场阴谋的一部分，该阴谋涉及Access Now、乔治·索罗斯、苹果和反对派政治家，目的是诬告政府进行黑客攻击。

### 伊拉克
伊拉克总统巴尔哈姆·萨利赫的电话号码出现在一份飛馬潜在监视目标名单上（但无法确定实际攻击——未遂或成功）。 对萨利赫的攻击似乎与沙特阿拉伯和阿联酋有关。

### 以色列
以色列警方
2022年1月，有报道称，以色列警方非法使用飛馬监控公民以及被该软件意外或故意感染的外国人。 这些监控行动是由高级警官下令进行的，没有搜查令或司法监督。 对公民使用间谍软件的法律依据存在争议。 据称，警方将没有犯罪嫌疑的平民作为目标，包括反政府抗议活动的组织者、市长、反LGBT游行的活动人士、国有公司员工、一名高级政治家的助手以及前政府雇员。 有一起案件声称，警方将一名没有犯罪嫌疑的活动人士作为目标，据称是为了收集有关该活动人士婚外情的的信息，并将其作为筹码。
在某些情况下，飛馬被用于获取与正在进行的调查无关的信息，以便日后用来对调查对象施压。在某些情况下，警方使用飛馬从嫌疑人的设备中获取犯罪证据，然后隐瞒犯罪证据的来源，声称这会暴露情报资产。 虽然以色列警方正式否认了报告中的指控，但一些高级警官暗示这些说法是真实的。 该报告导致宣布对警方行为进行多项平行调查，一些官员提出公众质询诉求。 尽管总检察长对这些指控展开了内部调查，但隐私保护委员会（向司法部长提供咨询）要求成立一个国家调查委员会。
2月1日，警方承认，该软件确实存在滥用行为。 2月7日，未经授权的监控范围进一步扩大，其中包括政治家和政府官员、公司负责人、记者、活动人士，甚至包括时任总理本雅明·内塔尼亚胡的儿子阿夫纳·内塔尼亚胡。这导致人们再次呼吁进行公开调查，包括现任警察局长科比·沙布泰本人（2021年1月任命）以及内政部长阿耶莱特·沙凯德等人都发出了呼吁。
当天晚些时候，国家安全部部长（负责警察部门的领导）奥马尔·巴列夫宣布，他将成立一个调查委员会，由一名退休法官担任主席。巴列夫强调，该委员会将被授予国家委员会（其成立需要内阁的全面支持）的所有权力，包括有权传唤证人，“无论其资历如何”，他们的证词可能会在未来的起诉中使用。 尽管如此，几名被列为目标的前部门负责人仍然呼吁成立国家委员会。第二天，国家审计长马塔尼亚胡·恩格尔曼称这场危机是“践踏民主和隐私价值”，并表示他的办公室展开的调查也将是广泛的，不仅包括警方，还包括司法部和国家检察官办公室。
2023年9月，苹果发布了一个紧急软件补丁，此前该公司收到警告称，以色列NSO集团已将飛馬间谍软件远程秘密注入iPhone和iPad。

### 约旦
2019年8月至2022年12月期间，四名约旦人权活动人士、律师和记者的苹果手机遭到NSO政府客户（显然是约旦政府机构）的黑客攻击。约旦政府否认参与其中。
2022年1月，有消息透露，约旦律师兼活动人士Hala Ahed Deeb的手机成为飛馬的攻击目标。

### 哈萨克斯坦
哈萨克斯坦的活动人士成为攻击目标，此外还有托卡耶夫、阿斯卡尔·马明和巴克特詹·萨金塔耶夫等高层官员。在2000个被列为目标的哈萨克斯坦号码中，有政府批评人士Bakhytzhan Toregozhina，以及记者Serikzhan Mauletbay和Bigeldy Gabdullin。 这些受害者大多数都参与了一个名为Oyan, Qazaqstan的公民青年运动。

### 拉脱维亚
公民实验室在2018年首次注意到拉脱维亚使用飛馬；公民实验室认为，截至2023年，拉脱维亚仍在使用飛馬。
2023年2月，俄罗斯记者、总部位于拉脱维亚的俄罗斯新闻出版物《Meduza》的联合创始人Galina Timchenko的iPhone感染了飛馬。Timchenko收到了苹果公司关于针对其设备的国家支持的攻击的通知，公民实验室和Access Now的专家随后证实，该设备确实被飛馬入侵，攻击者已经获得了对该设备的完全访问权限。这次攻击发生在Timchenko参加的柏林流亡独立俄罗斯媒体会议的前一天；她的手机可能被用来窃听记者在会议期间的谈话。这次攻击是首次证实的飛馬被用于攻击俄罗斯记者的案例。目前尚不清楚是哪个国家发起了这次攻击：欧洲情报机构也试图监视著名的俄罗斯侨民，虽然NSO集团没有向俄罗斯出口飛馬，但另一个国家也可能应俄罗斯的要求发起了这次攻击。Timchenko在袭击发生时身处德国，但使用的是一张拉脱维亚的SIM卡。
《卫报》随后证实，另外三名拥有拉脱维亚电话号码的俄罗斯侨民记者也收到了苹果公司关于针对其设备的国家支持的攻击的通知（还有一名拥有非拉脱维亚电话号码的俄罗斯记者）。

### 墨西哥
据《纽约时报》报道，墨西哥一直是“飛馬的第一个也是最主要的使用者”。 墨西哥是首批购买飛馬的国家，该国将其视为打击贩毒集团的新型工具。墨西哥当局还试图培养自主情报能力，因为迄今为止，该国在情报收集能力方面高度依赖美国。
早期版本的飛馬被用于监视绰号矮子的华金·古兹曼的手机。据报道，2011年，墨西哥总统费利佩·卡尔德龙致电NSO，感谢该公司在抓捕古兹曼方面所起的作用。
几年之内，当局开始利用飛馬攻击社会人士（包括人权倡导者、反腐败活动人士和记者）。 2021年，一份包含5万个飛馬潜在监视目标（由各个政府客户选择）的电话号码的名单被泄露，其中三分之一来自墨西哥。
安德烈斯·曼努埃尔·洛佩斯·奥夫拉多尔总统（2018年就职）曾承诺停止墨西哥当局使用该间谍软件，然而，在他的整个总统任期内，关于使用和滥用飛馬的报道仍在继续（包括一名反对派政治家）。在奥夫拉多尔政府对联邦警察和情报机构进行改革后，墨西哥军方于2019年成为飛馬的唯一使用者。墨西哥武装部队一直是飛馬的主要使用者。 墨西哥武装部队在奥夫拉多尔总统任期内扮演着越来越重要的角色，他们可能已经成长为一个独立的权力中心，能够自主监视平民批评者，而政府无力控制其滥用行为。 军方甚至将目标对准了该国人权事务副部长（也是奥夫拉多尔总统的亲密盟友）亚历杭德罗·恩西纳斯，他是一位著名的军队批评者，当时正在调查墨西哥军方侵犯人权的行为，以及参与调查的其他政府官员。
截至2023年，墨西哥在飛馬上的支出总计已超过6000万美元。
针对科学家和健康活动人士
2017年，公民实验室的研究人员透露，NSO的漏洞链接可能已被发送给墨西哥科学家和公共卫生活动人士。 这些受到攻击的目标支持采取措施减少儿童肥胖，包括墨西哥的“汽水税”。
2014年伊瓜拉大规模绑架案
2017年7月，为调查2014年伊瓜拉大规模绑架案而成立的国际小组公开抱怨说，他们认为自己受到了墨西哥政府的监视。 他们表示，墨西哥政府利用飛馬向他们发送有关殡仪馆的消息，其中包含一些链接，点击这些链接后，政府就可以秘密监听调查人员。 墨西哥政府一再否认有任何未经授权的黑客行为。
2023年，有消息透露，墨西哥军事情报部门在绑架案发生时，正在利用飛馬监控该地区的联合战士贩毒集团成员和警察官员，并抓获了一名贩毒集团头目和警察指挥官，他们当时正在讨论当晚要把学生带到哪里去。军队在街上部署了士兵，当地一个营还安插了一名线人在学生中。几天后截获的通信显示，两名嫌疑人谈论释放学生，这表明他们当时可能还活着。尽管如此，军方从未与寻找学生的官员分享过任何信息，也没有证据表明他们曾试图进行营救。
记者塞西利奥·皮内达·比托遇刺案
墨西哥自由撰稿记者塞西利奥·皮内达·比托在洗车店旁的吊床上休息时被杀手暗杀。比托一直在报道当地政客与犯罪组织之间的关系，并在遇刺前的几周内收到了匿名的死亡威胁；大约在同一时间，他的电话号码被墨西哥飛馬客户选为飛馬监视的可能目标。飛馬间谍软件可能被用来通过对其手机进行地理定位来确定比托的位置，以便实施袭击；然而，由于比托的手机在谋杀现场消失，因此无法确认飛馬是否被部署在他的手机上。
针对总统候选人奥夫拉多尔
在2018年墨西哥总统大选前夕，总统候选人安德烈斯·曼努埃尔·洛佩斯·奥夫拉多尔（后当选）的数十名亲密助手被选为潜在目标。潜在目标包括其近亲属、心脏病医生，以及其个人和政治核心圈子的成员。奥夫拉多尔与家人和党内同僚的谈话录音随后被泄露给公众，企图破坏他的竞选活动。
墨西哥贩毒集团的使用
贩毒集团和与贩毒集团有关的政府人员利用飛馬来攻击和恐吓墨西哥记者。
其他
一位被杀害的墨西哥著名记者的遗孀在其丈夫遇害10天后成为飛馬攻击未遂的目标。

### 摩洛哥
2019年，两名摩洛哥民主运动人士收到WhatsApp的通知，称他们的手机已被飛馬入侵。
2020年6月，国际特赦组织的一项调查称，摩洛哥政府利用以色列间谍软件飛馬对摩洛哥记者奥马尔·拉迪进行了攻击。该人权组织声称，这名记者在设备感染NSO工具后，曾三次成为攻击目标并遭到监视。与此同时，国际特赦组织还声称，这次攻击发生在NSO集团于2019年9月更新其政策之后。
2021年7月，有消息透露，摩洛哥总理萨阿德丁·奥斯曼尼和摩洛哥国王穆罕默德六世被选为攻击目标，攻击者显然是摩洛哥政府人员。
根据2021年7月的爆料，摩洛哥利用该间谍软件攻击了6000多部阿尔及利亚手机，包括政界人士和高级军官的手机。 阿尔及利亚政府随后于2021年8月与摩洛哥断绝了外交关系，理由是摩洛哥涉嫌对阿尔及利亚官员使用飛馬是促成这一决定的“敌对行动”之一。

### 荷兰
荷兰是飛馬的疑似使用者。 飛馬间谍软件被用于监视臭名昭著的罪犯里杜安·塔吉。在律师德克·维尔瑟姆被谋杀后，荷兰安全局（AIVD）被要求协助抓捕里杜安·塔吉。

### 巴拿马
巴拿马总统里卡多·马蒂内利在2009年当选后，亲自寻求获得网络间谍工具。在2009年遭到美国的拒绝后，马蒂内利成功地从以色列供应商那里获得了此类工具，并在2010年与以色列总理内塔尼亚胡的私人会晤中表示有兴趣购买一种能够入侵手机的工具。2012年，NSO系统安装在巴拿马城。随后，该设备被广泛用于非法的国内外间谍活动，包括监视政治对手、法官、工会领导人和商业竞争对手，据称马蒂内利甚至下令利用飛馬监视他的情妇。

### 巴勒斯坦
前线卫士的一份报告显示，6名巴勒斯坦活动人士的手机遭到飛馬的入侵，据报道，其中一些攻击事件早在2020年7月就已发生。 法裔巴勒斯坦人权捍卫者萨拉赫·哈穆里是飛馬攻击的六名受害者之一，他已经在法国对NSO提起诉讼，指控该公司侵犯隐私权。

### 波兰
本雅明·内塔尼亚胡和贝娅塔·希德沃于2017年7月就飛馬许可证达成一致。 公民实验室透露，波兰几个反对派团体的成员遭到飛馬间谍软件的入侵，这引发了人们对波兰政府使用该软件的严重质疑。代表波兰反对派团体的律师和参与一起针对执政党法律与公正党案件的检察官也遭到入侵。 总检察长办公室随后进行的调查显示，从2017年到2022年，三个政府机构：中央反腐败局、军事情报局和国内安全局，对578人使用了飛馬。
2021年12月，公民实验室宣布，飛馬被用于攻击律师罗曼·吉尔蒂奇和检察官埃娃·弗尔佐塞克，他们都批评执政的法律与公正党（PiS）政府，其中吉尔蒂奇的手机遭到18次入侵。 反对党公民纲领党（PO）的参议员克日什托夫·布雷扎的手机遭到33次入侵，并得到国际特赦组织的证实。 在2019年欧洲和波兰议会选举前夕，布雷扎的短信被盗，当时他正在领导反对党的竞选活动。这些短信被国营媒体，特别是TVP篡改，并被用于对反对派的抹黑活动。 这促使波兰参议院开始对该间谍软件的部署进行调查。
2022年1月25日，公民实验室确认了更多受害者，包括农业运动Agrounia的米哈乌·科沃杰伊恰克，以及记者、据称是中央反腐败局前助理的托马什·什韦吉尔特。
根据最高审计署（NIK）的数据，其544名员工的设备遭到7300多次监视，其中一些可能感染了飛馬。
2024年1月，波兰众议院（其议会下院）成立了一个特别委员会，以调查法律与公正党使用飛馬的情况。 2024年3月，前总理雅罗斯瓦夫·卡钦斯基在委员会面前作证说：“使用飛馬符合法律规定，不存在任何缺陷，而且99%的情况下都是针对罪犯使用的。”

### 卢旺达
卢旺达的政治活动人士一直是飛馬的攻击目标，包括保罗·卢塞萨巴吉纳的女儿和侄子。

### 沙特阿拉伯
2020年12月，有报道称沙特阿拉伯和阿拉伯联合酋长国对两名驻伦敦记者和卡塔尔半岛电视台的36名记者使用了零点击iMessage 飛馬漏洞攻击。
贾迈勒·卡舒吉
沙特阿拉伯利用飛馬监视贾迈勒·卡舒吉，后者后来在土耳其被暗杀。2018年10月，公民实验室报道了在卡舒吉遇害前不久，NSO软件被用于监视其核心圈子。公民实验室10月的报告非常肯定地指出，几个月前，卡舒吉的密友、沙特异见人士奥马尔·阿卜杜拉齐兹的iPhone上就被安装了NSO的飛馬。阿卜杜拉齐兹表示，该软件揭露了卡舒吉对“沙特王室的私人批评”，据阿卜杜拉齐兹说，这在卡舒吉之死中“起到了主要作用”。
2018年12月，纽约时报的一项调查得出结论，飛馬软件在卡舒吉遇害案中发挥了作用，卡舒吉的一位朋友在一份文件中表示，沙特当局曾使用这款以色列制造的软件来监视这位异见人士。NSO首席执行官沙莱夫·胡里奥表示，该公司没有参与这起“可怕的谋杀案”，但拒绝评论有关他亲自前往沙特首都利雅得进行5500万美元飛馬交易的报道。
2021年，有指控称该软件可能还被用于监视贾迈勒·卡舒吉的家人。贾迈勒·卡舒吉的妻子哈南·埃拉特尔打算起诉NSO集团，声称她被飛馬间谍软件攻击。她还在美国准备起诉沙特阿拉伯和阿拉伯联合酋长国政府，指控他们参与了在其手机上安装该软件的企图。埃拉特尔于2018年4月在迪拜被捕。埃拉特尔被阿联酋情报部门拘留期间，其被没收的手机上的活动进一步表明，当时有人试图安装该软件。
针对杰夫·贝佐斯
在沙特阿拉伯王储穆罕默德·本·萨勒曼与杰夫·贝佐斯交换了利用当时未知的WhatsApp漏洞的消息后，飛馬也被用于监视贝佐斯。
针对记者本·哈伯德
《纽约时报》驻中东记者本·哈伯德在2021年10月透露，沙特阿拉伯利用NSO集团的飛馬软件入侵了他的手机。在2018年6月至2021年6月的三年时间里，哈伯德在报道沙特阿拉伯和撰写一本关于沙特王储穆罕默德·本·萨勒曼的书时，曾多次成为攻击目标。哈伯德可能因为撰写关于王储的书，以及他参与揭露阿联酋对“渡鸦计划”的黑客攻击和监视企图而成为攻击目标。2018年，沙特人两次试图窥探哈伯德的个人信息，一次是通过可疑短信，另一次是通过阿拉伯语WhatsApp消息邀请他参加在华盛顿沙特大使馆举行的抗议活动。
2020年和2021年，他又遭到两次攻击，攻击者利用了零点击黑客攻击能力。最后，在2021年6月13日，哈伯德的一部iPhone被成功入侵，攻击者利用了FORCEDENTRY漏洞。公民实验室“非常肯定”地表示，这四次攻击都是利用飛馬发起的。
其他目标
另一位在加拿大的沙特流亡者奥马尔·阿卜杜拉齐兹被麦肯锡公司认定为有影响力的异见人士，因此他的两个兄弟被沙特当局监禁，他的手机也被飛馬入侵。
2018年6月，沙特讽刺作家加尼姆·阿尔马萨里尔遭到沙特阿拉伯使用飛馬软件的攻击。公民实验室的研究人员证实，与沙特阿拉伯有关联的网络对阿尔马萨里尔的手机进行了攻击和入侵。2019年5月28日，代表加尼姆·阿尔马萨里尔向沙特驻伦敦大使馆递交了索赔函。2022年8月，英国一名法官裁定，这位在伦敦的著名异见人士可以就飛馬黑客攻击事件起诉沙特阿拉伯。

### 卢旺达
有消息披露，南非总统 西里尔·拉马福萨 被选为飛馬监控的潜在目标，可能是卢旺达政府所为。

### 西班牙

#### 针对加泰罗尼亚和巴斯克官员以及独立支持者的使用
根据《卫报》和《国家报》的调查，西班牙政府曾使用飛馬软件入侵了几位活跃于加泰罗尼亚独立运动的政治家的手机，包括加泰罗尼亚议会议长 罗杰·托伦特和加泰罗尼亚议会前议员安娜·加布里埃尔·萨巴特。
2022年4月，公民实验室发布了一份调查报告，揭露飛馬软件被广泛用于针对加泰罗尼亚政治家和公民，以及巴斯克政治家阿尔纳尔多·奥特吉和议员乔恩·伊尼亚里图，这起丑闻再次浮出水面。 共有63名受害者被确认，目标包括民选官员（包括高级官员）和民间社会成员（包括活动家、记者、律师和计算机科学家）。 由于安卓设备在西班牙更为普遍，而公民实验室的工具专门用于揭露苹果设备的渗透，因此攻击的真正范围可能要大得多。公民实验室没有将攻击责任归咎于任何肇事者，但确实指出，间接证据强烈表明，攻击是由西班牙政府发动的。 2022年5月5日，西班牙国防部长承认对20名参与加泰罗尼亚独立运动的人士进行了监视。

#### 针对西班牙政府官员的使用
2022年5月，西班牙政府透露，总理佩德罗·桑切斯和国防部长玛格丽塔·罗夫莱斯的智能手机在2021年5月成为飛馬的攻击目标。 总理桑切斯的设备被感染了两次，罗夫莱斯的设备被感染了一次。总共有超过2.7GB的数据从总理的设备中被窃取，而只有9MB的数据从国防部长的设备中被窃取。 鉴于当时两国之间的外交紧张局势，这起间谍活动至今仍被否认，但被认为是摩洛哥实体所为。

### 泰国
根据公民实验室和Digital Reach的报告，至少有30名来自泰国的政治活动人士和政府批评者受到该间谍软件的影响。数字经济与社会部的一位发言人表示，该部没有意识到政府使用过飛馬。公民实验室的一名研究人员表示，虽然已确认30个目标，但他们预计实际数字要高得多。

### 西藏
达赖喇嘛（他本人不带手机）的高级顾问、西藏流亡政府总统、著名藏传佛教精神领袖噶玛巴的工作人员，以及其他几位西藏活动人士和神职人员——他们都流亡在印度——被选为飛馬的潜在攻击目标，攻击者很可能是印度政府。

### 多哥
《卫报》和《世界报》联合进行的一项调查声称，飛馬软件被用于监视多哥的六名政府批评者。

### 乌干达
据报道，穆胡齐·凯内鲁巴在2019年促成了一项在乌干达使用飛馬的交易，支付了1000万至2000万美元。该软件后来被用于在2021年的某个时间点入侵了11名美国外交官和美国驻乌干达大使馆雇员的手机。

### 乌克兰
至少从2019年开始，乌克兰就一直在寻求获得飛馬，以对抗其认为日益严重的俄罗斯侵略和间谍威胁，然而，以色列对乌克兰的武器销售（也包括网络间谍工具）实施了近乎全面的禁令， wary of selling 飛馬 to states that would use the tool against Russia so as not to damage relations with Russia. 2021年8月，在俄罗斯军队在乌克兰边境集结之际，以色列再次拒绝了乌克兰代表团提出的获取飛馬的请求；据一位熟悉此事 的乌克兰官员称，飛馬本可以为乌克兰监测俄罗斯军事活动的努力提供关键支持。在2022年俄罗斯入侵乌克兰之后，乌克兰官员指责以色列对乌克兰的支持不温不火，以及以色列为维持与俄罗斯的友好关系所做的努力。

### 阿拉伯联合酋长国
2020年12月，有报道称沙特阿拉伯和阿拉伯联合酋长国对两名驻伦敦记者和卡塔尔半岛电视台的36名记者使用了零点击iMessage 飛馬漏洞攻击。
卡塔尔聘请了以色列网络安全公司“Sdema集团”，以数百万欧元的合同换取该公司为2022年卡塔尔世界杯足球赛提供安全保障。
根据2021年7月发布的一项调查，阿拉伯联合酋长国利用飛馬对沙特支持的也门政府成员进行了间谍活动。阿联酋利用该间谍软件对国际公认的阿卜杜拉布·曼苏尔·哈迪总统政府的部长进行了监控和间谍活动，其中包括也门总统及其家人、前总理艾哈迈德·奥贝德·本·达格尔、前外交部长阿卜杜勒马利克·阿尔-梅赫拉菲以及现任青年和体育部长纳耶夫·巴克里。
2021年8月，国际特赦组织证实，著名的英国人权律师、人权非政府组织“被拘留者国际”的创始人大卫·黑格是第一个在手机上发现证据证明自己被NSO间谍软件入侵的英国人。 据信，这起非法黑客攻击事件发生在2020年8月，是由迪拜政府实施的。在感染病毒时，大卫·黑格是迪拜王妃拉蒂法·宾特·穆罕默德·阿勒马克图姆（当时她被挟持为人质）的律师，他还在协助哈雅·宾特·侯赛因王妃及其法律团队。 黑格通过一部被偷运到拉蒂法被关押的迪拜别墅的手机，与她秘密交换视频和短信，时间长达一年半多。根据黑格分享的信息截图，她在2020年7月21日停止了回复。分析显示，黑格的手机在两周后被入侵。
2021年9月24日，《卫报》报道称，阿拉·萨迪克（ALQST执行董事，于2021年6月20日在伦敦死于车祸）的电话在2020年之前的5年里一直感染着飛馬间谍软件。公民实验室证实，这位阿联酋活动人士是被以色列NSO集团的一个政府客户入侵的。这起案件反映出活动人士和异见人士面临着令人担忧的趋势，他们逃离阿联酋，生活在一个相对安全的地方，但飛馬却从未停止过对他们的追踪。
2021年10月，英国高等法院裁定，穆罕默德·本·拉希德·阿勒马克图姆的特工在2020年夏天利用飛馬对他的（前）妻哈雅·宾特·侯赛因王妃、她的律师（包括菲奥娜·沙克尔顿男爵夫人）、一名私人助理和两名安保人员的手机进行了窃听。法院裁定，这些特工的行为得到了这位酋长的“明示或默示授权”；他否认自己知晓此事。判决书将此次黑客攻击称为“一系列违反（英国）国内刑法的行为”、“侵犯了基本的普通法权利和《欧洲人权公约》规定的权利”、“干预了本法院的诉讼程序和母亲获得司法公正的权利”以及国家元首“滥用权力”。NSO在2020年8月联系了一名中间人，通知哈雅王妃此次黑客攻击事件，据信该公司已经终止了与阿联酋的合同。
2021年10月7日，在英国高等法院裁定迪拜统治者滥用该公司的飛馬软件监视其前妻及其法律顾问后，NSO集团宣布终止与阿联酋签订的使用其飛馬间谍软件工具的合同。
2022年，消息人士透露，阿布扎比穆巴达拉投资公司旗下的一个部门穆巴达拉资本是2019年收购NSO集团的Novalpina Capital 私募股权基金（价值10亿欧元）的最大投资者之一。从那时起，穆巴达拉就一直是该公司的投资者，承诺投资5亿欧元，并在该股权基金的最大投资者委员会中获得了一个席位。记者、人权捍卫者和迪拜王室女性成员被发现同时遭到飛馬间谍软件的入侵。
公民实验室的一份报告显示，与一名阿联酋特工有关联的飛馬间谍软件被用于入侵唐宁街和外交部的手机。其中一起针对唐宁街10号的间谍软件攻击发生在2020年7月7日，据信感染了英国首相鲍里斯·约翰逊的手机。此外，在2020年7月至2021年6月期间，至少有5起针对英国盟国（包括阿联酋）外交部手机的攻击事件被确认。 阿联酋还被指控雇佣一家公司“监视”杰里米·科尔宾。

### 英国
2022年4月，公民实验室发布了一份报告，指出唐宁街10号的工作人员曾是飛馬的攻击目标，并怀疑阿拉伯联合酋长国是2020年和2021年攻击的发起者。

### 美国
NSO集团向美国缉毒局（DEA）推销其间谍软件，但由于价格昂贵，DEA拒绝购买。
2016年8月，NSO集团（通过其美国子公司Westbridge）向圣地亚哥警察局（SDPD）推销其美国版飛馬。在营销材料中，Westbridge强调该公司总部位于美国，且由一家美国母公司控股。SDPD的一名警官对这次推销的回应是“听起来很棒”。SDPD拒绝购买这款间谍软件，因为它太贵了。
2021年7月，有消息披露，大约十几名美国公民（包括外交官、记者、援助工作者和持不同政见者）的电话号码出现在飛馬渗透的潜在目标名单上，然而，目前尚不清楚是否曾有人试图或成功攻击过他们的设备。在名单上发现的电话号码中，有奥巴马政府联合全面行动计划首席谈判代表的电话号码，以及几位居住在美国的联合国外交官的电话号码。NSO集团表示，飛馬没有被用于攻击位于美国境内的任何设备，然而，有人表示，美国公民在国外时可能会成为攻击目标。
2021年12月，有报道称，在之前的几个月里，至少9名美国国务院雇员的iPhone上发现了飛馬间谍软件，这些人要么驻扎在乌干达，要么从事与乌干达有关的工作。 同月晚些时候，美联社报道称，共有11名驻扎在乌干达的美国国务院雇员的iPhone被飛馬入侵。 美国政府将NSO集团列入黑名单，以阻止其所谓的“跨国镇压”。
2022年1月，有报道称，联邦调查局曾在2019年秘密购买了飛馬间谍软件，并观看了Phantom的演示，Phantom是一款能够攻击美国电话号码的更新工具。联邦调查局随后对这两种工具进行了测试，并考虑将它们用于美国国内的监控，据报道，这引发了联邦调查局和美国司法部之间的讨论；最终，联邦调查局决定不使用NSO的间谍软件。然而，尽管2021年做出了拒绝使用NSO软件的决定，飛馬设备仍然在联邦调查局位于新泽西州的一个设施中。 联邦调查局官员对这些报道做出了回应，他们淡化了飛馬测试的国内监控方面，而是强调反情报是他们声称的主要目标。后来《纽约时报》获得的一份文件清楚地表明，该机构曾考虑在国内执法案件中使用飛馬和Phantom。
美国国防承包商L3Harris公司曾就收购飛馬的制造商NSO集团进行谈判。据报道，L3Harris在进行收购谈判时得到了美国情报部门的支持。经过几个月的谈判，在2022年6月新闻媒体将谈判公之于众后，谈判破裂，美国政府公开指责此次收购企图。
2023年3月，乔·拜登总统签署了一项行政命令，禁止“美国政府使用对国家安全构成风险或被外国行为体滥用于在世界各地侵犯人权的商业间谍软件”。

### 也门
2021年12月20日，对联合国独立调查员卡迈勒·詹杜比手机的法医分析显示，他在调查也门战争罪行时遭到了间谍软件的攻击。詹杜比在调查也门可能存在的战争罪行时成为攻击目标。詹杜比的手机号码也在飛馬项目的泄露数据库中被发现。数据显示，詹杜比是NSO集团长期客户沙特阿拉伯的潜在攻击目标之一。然而，NSO发言人否认卡迈勒·詹杜比是其任何客户的攻击目标。

### 国际组织

#### 欧盟
2022年4月，据路透社获得的两名欧盟官员和文件显示，欧盟司法委员迪迪埃·雷恩代尔和其他欧盟委员会官员曾是NSO软件的攻击目标。2021年11月，苹果公司通知数千名iPhone用户，称他们成为政府支持的黑客的攻击目标，欧盟委员会随后得知了此事。据消息人士透露，IT专家检查了一些智能手机，但结果尚无定论。

## 飞马计划
计划披露了一个包含超过 50,000 个电话号码的列表，据信这些号码自 2016 年以来一直被 NSO 的客户认定为感兴趣人士的号码。这份列表被总部位于巴黎的媒体非营利组织禁忌故事和國際特赦組織获取。他们与 17 家新闻媒体机构共享了这些信息，发起了名为“飞马项目”的行动，并进行了长达数月的调查，调查结果于 2021 年 7 月中旬开始报道。飞马项目涉及来自媒体合作伙伴的 80 名记者，包括英国的《卫报》、法国的法国广播电台和《世界报》、德国的《时代周报》和《南德意志报》、美国的《华盛顿邮报》、以色列的《国土报》、墨西哥的《Aristegui Noticias》和《Proceso》、有组织犯罪和腐败举报项目、比利时的《Knack》和《Le Soir》、印度的《The Wire》、约旦的《Daraj》、匈牙利的《Direkt36》以及美国的《前线》。有证据表明，列表中许多电话号码的手机都曾是飞马间谍软件的目标。然而，NSO 集团首席执行官断 categorically 声称，这份名单与他们无关，指控的来源无法证实是可靠的。“这是试图在缺乏信息的情况下凭空捏造……这项调查存在根本性错误”。
法国情报机构（法国国家信息系统安全局）证实，在三名记者的手机中发现了飞马间谍软件，其中包括一名France 24的记者。这是独立官方机构首次证实调查结果。
2022 年 1 月 26 日，报告披露，拥有美国和黎巴嫩双重国籍的人权观察危机与冲突部门主任 Lama Fakih 的手机多次遭到 NSO 集团客户的黑客攻击，当时她正在调查造成 200 多人死亡的2020年貝魯特爆炸事故事件。
2021 年 7 月，由 17 家媒体机构进行的联合调查显示，飞马间谍软件被用于针对和监视国家元首、活动人士、记者和持不同政见者，导致“全球范围内大规模人权侵犯”。在 50,000 个潜在监视目标的电话号码泄露后，这项调查启动。國際特赦組織对潜在目标的手机进行了取证分析。调查确定了 11 个国家是 NSO 的客户：阿塞拜疆、巴林、匈牙利、印度、哈萨克斯坦、墨西哥、摩洛哥、卢旺达、沙特阿拉伯、多哥和阿拉伯联合酋长国。调查还显示，半岛媒体集团、有线电视新闻网、《金融時報》、美联社、《纽约时报》、《华尔街日报》、《彭博新聞社》和《世界报》等多家媒体机构的记者都成为了目标，并确定了 2016 年至 2021 年 6 月期间，来自 20 个国家的至少 180 名记者被选中作为 NSO 间谍软件的攻击目标。

## 反应

### NSO 集团的回应
针对 2016 年 8 月关于一名阿拉伯活动人士被攻击的报道，NSO 集团表示，他们“向授权政府提供技术，帮助他们打击恐怖主义和犯罪”，尽管该集团告诉他，他们不知道有任何此类事件。

### 对漏洞赏金计划的质疑
在该消息披露后，有批评人士断言，苹果公司的漏洞赏金计划（该计划奖励发现其软件漏洞的人）可能没有提供足够的报酬，以防止漏洞被出售到黑市，而不是被报告给苹果公司。《The Verge》的 Russell Brandom 评论说，苹果公司漏洞赏金计划提供的最高奖励为 20 万美元，“仅是黑市上经常开价数百万美元的 iOS 漏洞利用程序的一个零头”。他接着问道，为什么苹果公司不“花钱解决安全漏洞？”，同时也写道，“虽然一旦有飞马漏洞报告，苹果公司就会对其进行了修补，但其实还有很多漏网之鱼。当间谍软件公司将购买数年可用的漏洞视为一次性支出时，苹果公司都要为每次发现的新漏洞支付赏金。”
Brandom 还写道：“参与苹果公司漏洞赏金计划的研究人员如果将同样的发现卖给漏洞利用程序经纪，其实可以赚到更多的钱。”他在文章的结尾写道：“很难说如果曼苏尔点击了间谍软件链接会造成多大的伤害……但愿当下一次研究人员发现漏洞时，这种想法比金钱更重要。”

## 诉讼

### WhatsApp 的诉讼
2019 年 10 月 20 日，Meta旗下的 WhatsApp 对以色列 NSO 集团提起诉讼，指控其利用 WhatsApp 消息应用程序中的一个漏洞安装间谍软件（飞马），对 20 个国家的 1400 人进行监视，其中包括记者、人权活动人士、政治异见人士和外交官。 WhatsApp 表示，该公司正在寻求一项永久性禁令，以阻止 NSO 使用其服务，并要求立法者禁止使用 NSO 集团出售给各国政府的网络武器。2023 年 1 月 9 日，美国最高法院驳回了 NSO 对下级法院继续审理此案的决定的上诉，允许 WhatsApp 继续对以色列 NSO 集团提起诉讼。

### 苹果公司的诉讼
2021 年 11 月 23 日，苹果公司宣布，已对以色列网络公司 NSO 集团及其母公司 OSY Technologies 提起诉讼，指控其涉嫌利用其飞马间谍软件监视和攻击 iPhone 用户。苹果公司表示，与 NSO 声称的目标是恐怖分子和罪犯的说法相反，这款间谍软件也被用于对付活动人士、政治家和记者。 苹果公司在声明中表示，该公司正在寻求一项永久性禁令，禁止 NSO 集团使用苹果公司的软件、服务或设备，以防止对用户造成进一步的滥用和伤害。